# Sự kiện bán non cổ phiếu GameStop
Vào tháng 1 năm 2021, một đợt bán non cổ phiếu GameStop cùng các chứng khoán khác diễn ra trên nhiều sàn giao dịch chứng khoán đã gây ra hậu quả tài chính nghiêm trọng cho một số quỹ phòng hộ. Đợt bán non khiến giá cổ phiếu GameStop, một nhà bán lẻ trò chơi điện tử, tăng gần 190 lần so với mức thấp kỷ lục trước đó, với mức giá cao nhất đạt 500 USD một cổ phiếu vào ngày 28 tháng 1 năm 2021, khiến các nhà đầu tư bán khống bị lỗ nặng. Khoảng 140% cổ phần GameStop đã bị bán khống và áp lực mua lại của các nhà đầu tư chỉ khiến giá cổ phiếu càng ngày càng tăng. Đợt bán non này ban đầu được khởi xướng từ các thành viên của cộng đồng r/wallstreetbets trên Reddit thông qua các ứng dụng giao dịch không hoa hồng như Robinhood và Webull.
Vào ngày 28 tháng 1, nhiều sàn môi giới, trong đó có Robinhood, tạm dừng việc mua cổ phiếu GameStop và một số chứng khoán khác, khiến công ty nhận phải nhiều chỉ trích và cáo buộc thao túng thị trường từ các chính khách và doanh nhân, trong đó có Thượng nghị sĩ Ted Cruz, Nghị sĩ Alexandria Ocasio-Cortez, Donald Trump Jr. và Elon Musk, CEO của Tesla. Nhiều vụ kiện tập thể cũng được đưa ra tại các Tòa án Quận ở New York và Illinois.
Nhiều cổ phiếu bị bán tháo khác cũng tăng giá. Phản ứng trước việc các sàn môi giới ngừng cho phép mua cổ phiếu GameStop và các cổ phiếu khác, tổng giá trị vốn hóa thị trường của nhiều đồng tiền ảo cũng tăng.

## Bối cảnh

### Bán khống và bán non
Bán khống ("short selling") trong tài chính là việc một nhà đầu tư mượn cổ phiếu và ngay lập tức bán với hi vọng có thể mua lại ("cover") sau với giá rẻ hơn, trả lại cổ phiếu đã mượn (cùng với lãi) cho người cho mượn và hưởng lợi chênh lệch. Việc làm này đem lại rủi ro lỗ không giới hạn, do giá một cổ phiếu có thể tăng mà không có giới hạn rõ ràng. Điều này trái ngược với vị thế mua ("long", tức là chỉ sở hữu cổ phiếu), khi đó rủi ro lỗ của nhà đầu tư chỉ giới hạn trong khoản đầu tư ban đầu (tức là chỉ lỗ tối đa 100%). Ví dụ, nếu một nhà đầu tư bán khống mượn cổ phiếu với giá 20 USD, rồi sau đó mua lại với giá 50 USD (tức là giá cổ phiếu tăng 150%), họ sẽ mất 30 USD một cổ phiếu, tương đương với khoản lỗ 150%. Một cách để khống chế rủi ro là dùng các phương pháp phòng hộ, như mua các quyền chọn mua với giá thực hiện cao hơn giá thị trường hiện tại.
Đầu tư theo kiểu bán khống có thể gặp phải rủi ro bán non ("short squeeze"), xảy ra khi cổ phiếu bán khống tăng giá, có thể do đột ngột xuất hiện một tin tức có lợi cho công ty đó. Các nhà đầu tư bán khống sẽ bị buộc phải mua lại số cổ phiếu đã bán nhằm làm giảm tối thiếu khoản lỗ. Việc mua lại cổ phiếu để bù vị thế bán càng làm tăng giá của cổ phiếu, khiến cho thêm nhiều nhà đầu tư bán khống khác phải tiếp tục mua lại cổ phiếu. Kết cục là lượng mua cổ phiếu tăng liên tục và giá cổ phiếu còn nhảy vọt hơn nữa.
Vào ngày 22 tháng 1 năm 2021, khoảng 140% cổ phiếu đang được lưu hành của GameStop đã bị bán khống, chủ yếu bởi quỹ đầu tư Melvin Capital, có nghĩa là số cổ phiếu bị bán khống được cho mượn lại và bán khống một lần nữa. Các nhà quan sát thị trường tại cộng đồng r/WallStreetBets cho rằng công ty đang bị định giá quá thấp, và với lượng cổ phiếu bị bán khống lớn như vậy, họ có thể kích hoạt một đợt bán non bằng cách đưa giá cổ phiếu lên mức các nhà đầu tư bán khống phải bỏ cuộc và bán lại với khoản lỗ lớn.

### GameStop

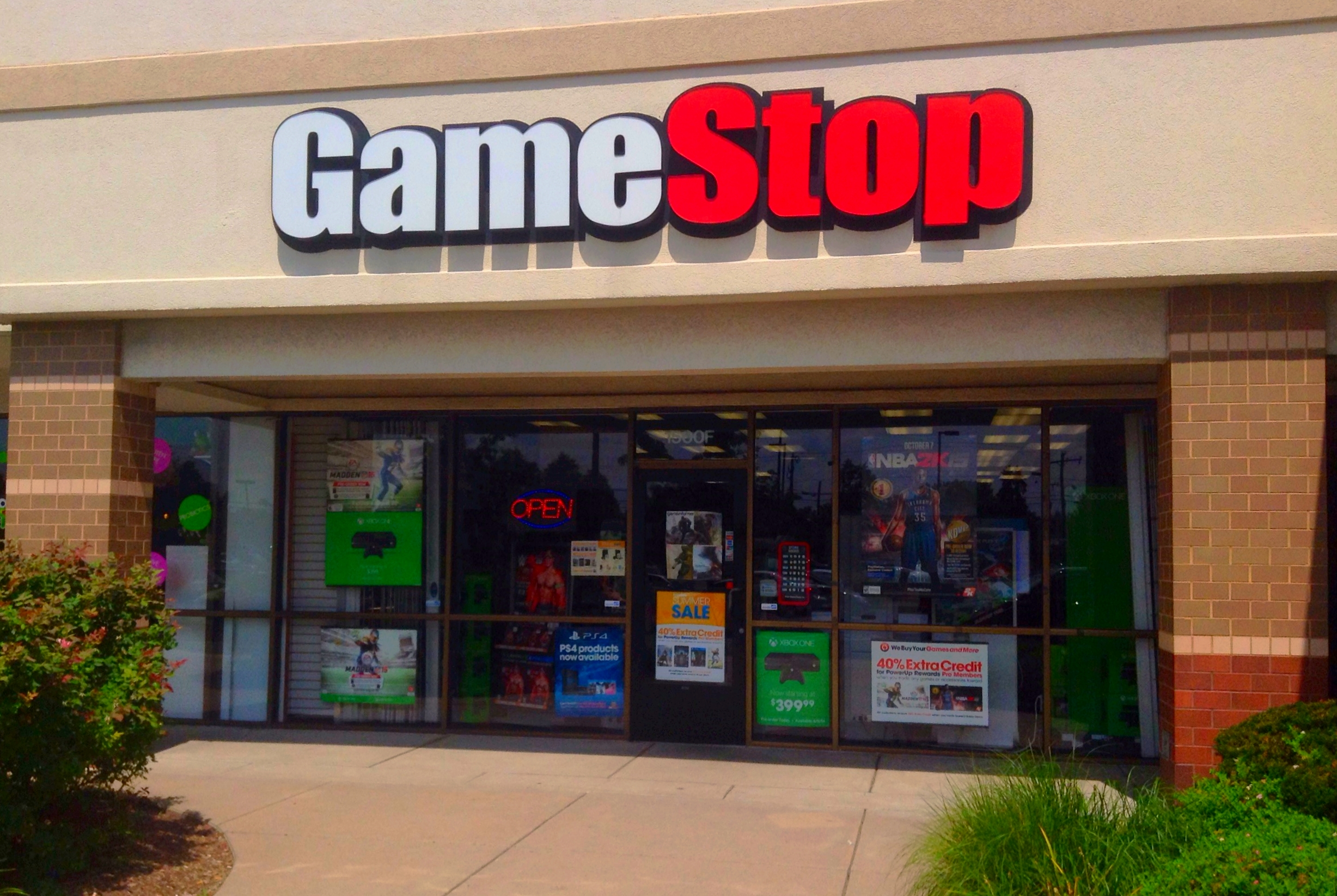
Một cửa hàng GameStop vào năm 2014

GameStop, một chuỗi cửa hàng vật lý kinh doanh trò chơi điện tử tại Mỹ, trong những năm gần đây phải chật vật do sự cạnh tranh từ các dịch vụ phân phối số, cùng với tác động của đại dịch COVID-19, khiến lượng người tới mua hàng trực tiếp giảm. Kết quả là giá cổ phiếu GameStop giảm, khiến nhiều nhà đầu tư quyết định bán khống. Tuy nhiên, vào tháng 9 năm 2020, Ryan Cohen (cựu CEO hãng bán lẻ thức ăn vật nuôi trực tuyến Chewy) tuyên bố đầu tư lớn vào GameStop và gia nhập ban điều hành công ty, khiến nhiều người tin cổ phiếu công ty đang bị định giá thấp.
Vào cuối năm 2020, GameStop đã có 69,75 triệu cổ phiếu đang lưu hành (hay 102 triệu), 46,89 triệu cổ phiếu tự do chuyển nhượng, và khoảng 68-71,2 triệu cổ phiếu đã bán.

### Nguyên nhân khả dĩ
Trong đại dịch COVID-19, việc chi tiêu tiêu dùng sụt giảm đáng kể do lượt mua hàng trực tiếp tại cửa hàng giảm mạnh. Các nhà đầu tư có trong tay nhiều tiền hơn do mức lãi suất thấp kỷ lục và không thể chi tiêu vào nơi nào khác. Các nhân tố khác được đưa ra bao gồm văn hóa trông chờ vào những canh bạc lớn trên thị trường chứng khoán, mong muốn kiếm tiền nhanh, và thái độ tiêu cực từ một số nhà đầu tư hướng tới các quỹ phòng hộ Phố Wall sau khủng hoảng tài chính 2007–2008. hay nhờ sự dân chủ hóa nói chung của thị trường chứng khoán kèm với khả năng liên lạc ngay lập tức thông qua mạng xã hội của các nhà đầu tư nhỏ lẻ.

### r/wallstreetbets
r/wallstreetbets là một cộng đồng trên Reddit, hay còn gọi là subreddit, được biết tới qua những giao dịch chứng khoán có rủi ro cao. Trước khi vụ việc xảy ra, trên cộng đồng r/wallstreetbets cũng đã có sự quan tâm tới cổ phiếu của GameStop (mã giao dịch: GME). Một thành viên của cộng đồng là Keith Gill, có tên người dùng u/DeepFuckingValue trên Reddit  và "Roaring Kitty" trên các trang mạng xã hội khác, đã mua khoảng 53.000 USD quyền chọn mua cổ phiếu GME vào năm 2019 và tới ngày 27 tháng 1 năm 2021 đã tăng giá trị vị thế của mình lên mức 48 triệu USD. Gill, một chuyên gia marketing 34 tuổi từ Massachusetts sở hữu chứng chỉ Chartered Financial Analyst (CFA), cho biết anh bắt đầu đầu tư vào GameStop từ mùa hè năm 2019 sau khi cho rằng cổ phiếu này đang bị định giá thấp. Gill chia sẻ về khoản đầu tư của mình trên r/wallstreetbets và cập nhật tình hình thường xuyên, kể cả khi khoản đầu tư của anh lao dốc. Gill nói anh "đã tưởng rằng việc này sẽ không thành công" nhưng "không lường trước được chuyện xảy ra trong tuần qua", đồng thời tuyên bố kế hoạch tiếp tục kênh YouTube của mình và có khả năng sẽ mua một căn nhà.
Vào ngày 27 tháng 1, Mashable đưa tin subreddit này đã phá kỷ lục lượt xem trong sự kiện vừa qua, với 73 triệu lượt xem trang trong 24 giờ. Cộng đồng nhanh chóng đón thêm hơn 1,5 triệu thành viên lên tổng số 6 triệu thành viên vào ngày 29 tháng 1. r/wallstreetbets là subreddit phát triển nhanh nhất trong tuần diễn ra sự kiện, thu hút thêm 2 triệu thành viên từ ngày 22 đến 29 tháng 1.

## Diễn biến
| Ngày       | Giá (USD) | Thay đổi | Thay đổi | Khối lượng giao dịch |
| Ngày       | Giá (USD) | Ròng     | %        | Khối lượng giao dịch |
| ---------- | --------- | -------- | -------- | -------------------- |
| 11 tháng 1 | 19.94     | +2.25    | +12.72%  | 14,927,612           |
| 12 tháng 1 | 19.95     | +0.01    | +0.05%   | 7,060,665            |
| 13 tháng 1 | 31.40     | +11.45   | +57.39%  | 144,501,736          |
| 14 tháng 1 | 39.91     | +8.51    | +27.10%  | 93,717,410           |
| 15 tháng 1 | 35.50     | −4.41    | −11.05%  | 46,866,358           |
| 19 tháng 1 | 39.36     | +3.86    | +10.87%  | 74,721,924           |
| 20 tháng 1 | 39.12     | −0.24    | −0.61%   | 33,471,789           |
| 21 tháng 1 | 43.03     | +3.91    | +9.99%   | 57,079,754           |
| 22 tháng 1 | 65.01     | +21.98   | +51.08%  | 197,157,946          |
| 25 tháng 1 | 76.79     | +11.78   | +18.12%  | 177,874,000          |
| 26 tháng 1 | 147.98    | +71.19   | +92.71%  | 178,587,974          |
| 27 tháng 1 | 347.51    | +199.53  | +134.84% | 93,396,666           |
| 28 tháng 1 | 193.60    | −153.91  | −44.29%  | 58,815,805           |
| 29 tháng 1 | 325.00    | +131.40  | +67.87%  | 50,566,055           |
| 1 tháng 2  | 225.00    | −100.00  | −30.77%  | 37,382,152           |
| 2 tháng 2  | 90.00     | −135.00  | −60.00%  | 77,908,563           |

### Tăng giá cổ phiếu
Vào tháng 1 năm 2021, các thành viên trên subreddit r/wallstreetbets bắt đầu kích hoạt một cuộc bán non cổ phiếu GameStop bằng việc đẩy giá cổ phiếu lên đáng kể. Tất cả xảy ra ngay sau khi một bình luận từ Citron Research dự đoán rằng giá trị cổ phiếu sẽ giảm. Giá cổ phiếu đã tăng 1.500% tính đến 27 tháng 1 trong vòng hai tuần, và mức biến động lớn này đã khiến giao dịch bị tạm dừng nhiều lần.
Cùng với đợt bán non này, khối lượng giao dịch quyền chọn tăng đã làm kích hoạt hiện tượng "gamma squeeze" do yêu cầu phải mua cổ phiếu của các nhà tạo lập thị trường để bảo vệ vị thế của mình. Về cơ bản, các nhà tạo lập thị trường muốn kiếm lời thông qua chênh lệch giá bằng cách đảm báo cho giá cổ phiếu và giá quyền chọn được liên kết với nhau, nhờ đó giữ cho thị trường được hiệu quả. Một trong những vai trò của các nhà tạo lập thị trường là viết ra (tức là tạo và bán) các quyền chọn cho các nhà đầu tư muốn mua, và mua các cổ phiếu để giữ vị thế phòng hộ delta (delta-hedged), nhờ đó kiếm lời từ chênh lệch giá giữa thị trường quyền chọn và thị trường chứng khoán trong lúc còn chưa rõ ràng và biến động giá.
Sau khi cổ phiếu GameStop đóng cửa ở mức tăng 92,7% vào ngày 26 tháng 1 năm 2021, ông trùm kinh doanh Elon Musk đăng dòng tweet có nội dung "Gamestonk!!" cùng với liên kết dẫn tới subreddit r/wallstreetbets. ("stonk" là từ lóng trên internet của từ "stock" - cổ phiếu). Ngay sau đó giá cổ phiếu trải qua đợt tăng ngắn lên mức hơn 200 USD. Tính đến  ngày 28 tháng 1 năm 2021, giá cổ phiếu cao nhất trong ngày của GameStop, trừ các giao dịch ngoài giờ, là 483,00 USD (gấp gần 190 lần mức thấp kỷ lục 2,57 USD).
Máy chủ Discord của cộng đồng r/wallstreetbets đã bị cấm hoạt động vào ngày 27 tháng 1 do vi phạm quy định về phát ngôn thù ghét. Tuy nhiên nhiều thành viên sau đó nhanh chóng lập ra các máy chủ khác thay thế, và Discord đã thay đổi quyết định một ngày sau đó, đồng thời tham gia giúp đỡ trong việc điều phối máy chủ.
Vào ngày 27 tháng 1 năm 2021, r/wallstreetbets tiếp tục kích hoạt đợt bán non với cổ phiếu của AMC Theatres (AMC), một công ty đang ở vào tình thế tương tự với GameStop. Giá trị cổ phiếu AMC Networks (AMCX) cũng tăng đáng kể, nguyên nhân được cho là do tên mã giống với cổ phiếu của AMC. Một số sàn môi giới khác như Charles Schwab Corporation cùng công ty con TD Ameritrade và Robinhood. Theo Bloomberg, khối lượng giao dịch tại Hoa Kỳ (theo số cổ phiếu) vào ngày 27 tháng 1 vượt mức cao kỷ lục vào tháng 10 năm 2008 giữa khủng hoảng tài chính, và đứng thứ ba trong lịch sử 13 năm qua tính theo giá đôla.

### Ngừng giao dịch
Vào ngày 28 tháng 1 năm 2021, Robinhood đã cho ngừng giao dịch đối với cổ phiếu của GameStop, AMC, BlackBerry, Nokia, và các cổ phiếu đang tăng nhanh khác; các nhà đầu tư được phép đóng nhưng không còn được mở vị thế mới với các cổ phiếu này. Các sàn giao dịch khác cũng thực hiện điều tương tự. Nhiều nhà đầu tư giận dữ, kêu gọi cùng kiện tụng thông qua nhiều bài đăng trên Reddit. Sau khi thị trường đóng cửa, Robinhood thông báo sẽ bắt đầu cho phép "một lượng mua hạn chế" đối với các chứng khoán bị ảnh hưởng vào ngày hôm sau, mặc dù công ty không nói chi tiết "lượng mua hạn chế" cụ thể là gì. Các nền tảng giao dịch như Trading212 và eToro chặn các giao dịch mua cổ phiếu của GameStop và các công ty khác nhưng vẫn cho phép bán. Webull đã tạm dừng các lệnh mua đối với các cổ phiếu chịu ảnh hưởng, và sớm cho phép đặt lệnh trở lại sau đó. Anthony Denier, CEO của Webull, cho biết yêu cầu tài sản thế chấp đối với trung tâm thanh toán bù trừ của họ tăng cao khiến chính Webull bị hạn chế mở vị thế mới. Một số người dùng cáo buộc Robinhood đang bán cổ phiếu khi chưa được cho phép; Robinhood đã bác bỏ các cáo buộc này.
Một vài sàn môi giới, bao gồm Robinhood, thông báo vào ngày 29 tháng 1 rằng các hạn chế được đưa ra là do các trung tâm thanh toán bù trừ năng yêu cầu tài sản thế chấp để thực thi giao dịch. Do có sự chậm trễ giữa lúc nhà đầu tư mua chứng khoán và lúc số tiền và chứng khoán thực sự được trao đổi, các sàn môi giới buộc phải tăng số tài sản thế chấp tại các trung tâm thanh toán bù trừ để đảm bảo việc giải quyết các lệnh của khách hàng. Các trung tâm thanh toán bù trừ này bao gồm Depository Trust & Clearing Corporation (DTCC) dành cho vốn chủ sở hữu và Options Clearing Corporation dành cho các quyền chọn. Các sàn môi giới cho biết số tài sản thế chấp tăng thêm không thể tới kịp, và do đó họ buộc phải ngừng giao dịch. Ví dụ như DTCC đã phải tăng yêu cầu tổng tài sản thế chấp từ 26 tỷ lên 33,5 tỷ USD với nhận định rằng khối lượng giao dịch lớn ở một số cổ phiếu "tạo ra rủi ro lớn với các công ty phải tiến hành bù trừ đối với các cổ phiếu này [...] đặc biệt là khi các bên thanh toán bù trừ hay các khách hàng chủ yếu nằm ở một phía của thị trường". Vào ngày 29 tháng 1, Robinhood được cho là đã tăng thêm 1 tỷ USD để bảo vệ công ty khỏi áp lực tài chính do sự quan tâm ngày càng lớn của một số cổ phiếu và cũng để đáp ứng các yêu cầu tài sản thế chấp.
Tính đến ngày 29 tháng 1 năm 2021, Robinhood vẫn tiếp tục hạn chế giao dịch các cổ phiếu GameStop, AMC và Blackberry. Vào ngày 30 tháng 1, Robinhood tuyên bố mở rộng danh sách hạn chế bán từ 13 lên 50 cổ phiếu, bao gồm các công ty như Rolls-Royce Motor Cars và Starbucks Corporation. Tuy nhiên, một ngày sau, Robinhood lại thông báo đã xóa bỏ một vài hạn chế trên và chỉ còn áp đặt các hạn chế với 8 cổ phiếu.

## Tác động lên các bên liên quan

### Các quỹ phòng hộ và giới bán khống
Tính đến ngày 28 tháng 1 năm 2021, Melvin Capital, một quỹ đầu tư tham gia bán khống cổ phiếu GameStop, đã mất 30% giá trị kể từ đầu năm. Đối tác Citadel LLC sau đó đầu tư 2 tỷ USD vào Melvin, trong khi Point72 Asset Management bơm thêm 750 triệu USD, tổng vốn đầu tư là 2,75 tỷ USD, trước khi Melvin thông báo với CNBC rằng họ đã mua lại (đóng) vị thế của quỹ vào ngày 26 tháng 1. Khoản tiền cụ thể không được tiết lộ. Tới ngày 31 tháng 1, The Wall Street Journal đưa tin Melvin đã mất tới 53% giá trị. Theo Morgan Stanley, một vài quỹ phòng hộ đã phải mua lại vị thế bán của họ và bán các cổ phiếu trong danh mục đầu tư để giảm đòn bẩy và tiếp xúc thị trường, động thái có quy mô lớn nhất trong vòng 10 năm trở lại đây. Vào ngày 26 tháng 1 năm 2021, các nhà đầu tư bán không được báo cáo là đã thua lỗ tổng cộng 5,05 tỷ USD do đợt bán non này. Vào ngày 27 tháng 1, một người đại diện của Melvin Capital cho biết quỹ đã đóng vị thế của mình sau khi sắp xếp lại danh mục đầu tư. Melvin kết thúc tháng 1 với khối tài sàn hơn 8 tỷ USD sau khi bắt đầu năm với 12,5 tỷ USD.
Theo báo cáo của Bloomberg, Andrew Left, một nhà hoạt động bán khống và là người đứng đầu Citron Research, cũng đã tham gia bán khống cổ phiếu và được cho là đã lỗ hoàn toàn. Citron Research trong một buổi phỏng vấn trả lời bởi Andrew Left cho biết công ty này đã mua lại hầu hết các vị thế bán ở ngưỡng khoảng 90 USD một cổ phiếu, lỗ 100%, đồng thời chỉ giữ lại một số vị thế nhỏ. Do khoản lỗ quá lớn, Left cho biết Citron Research sẽ ngừng cung cấp phân tích bán khống sau 20 năm, và sẽ tập trung vào các "cơ hội dành cho nhà đầu tư cá nhân." The Wall Street Journal đưa tin Left đang trở thành mục tiêu tấn công trên mạng, trong đó có vụ việc tài khoản mạng xã hội của ông bị chiếm quyền kiểm soát và để lại "những từ ngữ đe dọa, thô tục và mang tính công kích cá nhân".
Khoản lỗ của các vị thế bán tại các công ty Mỹ đạt mức cao nhất là 70 tỷ USD. Dữ liệu của Ortex cho thấy tính đến ngày 27 tháng 1, có hơn 5.000 công ty Mỹ có vị thế bán thua lỗ.

### Các công ty có giá cổ phiếu tăng
Kể từ ngày 1 tháng 1, những người điều hành tại BlackBerry và GameStop đã bán được hơn 22 triệu USD cổ phiếu. Theo CBS News thì không có cáo buộc nào về việc giao dịch nội gián trong hàng ngũ điều hành của BlackBerry. Ba giám đốc của BlackBerry đã bán được gần 1,7 triệu USD cổ phiếu công ty, trong đó Giám đốc tài chính Steve Rai đã bán toàn bộ cổ phần của mình trong công ty, trừ các quyền chọn cổ phiếu cho nhân viên chưa được hưởng.
Kể từ đầu năm 2021, bốn thành viên trong ban giám đốc của GameStop đã bán được 20 triệu USD cổ phiếu của công ty. Một người trong số đó là Kurt Wolf, cựu cố vấn cấp cao về sau đảm nhiệm vị trí quản lý chi tiêu và đã gia nhập ban giám đốc vào năm 2020. Hestia Capital, quỹ đầu tư của Wolf, rút về hơn hai phần ba cổ phần tại GameStop vào tháng 1, giúp Wolf và các khách hàng kiếm được hơn 17 triệu USD. Chủ tịch GameStop Kathy Vrabeck và thành viên ban giám đốc Raul Fernandez đã thực hiện bán cổ phần từ ngày 13 đến 16 tháng 1, kiếm về được 1,4 triệu USD. Tương tự, một thành viên khác là Lizabeth Dunn cũng bỏ túi 156.700 USD. Theo Bloomberg News thì CEO của GameStop George Sherman sở hữu hơn 2,3 triệu cổ phần trong công ty. Số cổ phần này từ tổng trị giá 44 triệu USD vào ngày 31 tháng 12 đã tăng vọt lên con số 1,1 tỷ USD khi giá cổ phiếu GameStop đạt mốc 469 USD, khiến Sherman trở thành tỷ phú trong một thời gian ngắn, trước khi tổng tài sản của ông giảm trở lại xuống mức 44 triệu USD vào ngày 29 tháng 1. GameStop đã hành động nhằm ngăn cản các giám đốc và nhân sự trong công ty bán thêm cổ phần; tuy nhiên, do tất cả những sự kiện xảy ra đều được kích hoạt bởi thông tin từ bên ngoài và những suy đoán từ công chúng, những nhân vật trên hoàn toàn không vi phạm bất cứ điều luật nào về giao dịch nội gián, theo CBS News.

## Phản ứng

### Các nhân vật chính trị
|      | Alexandria Ocasio-Cortez | Twitter |
| @AOC |                          |         |

This is unacceptable. We now need to know more about @RobinhoodApp's decision to block retail investors from purchasing stock while hedge funds are freely able to trade the stock as they see fit. As a member of the Financial Services Cmte, I’d support a hearing if necessary.
Thật không thể chấp nhận được. Chúng ta cần biết rõ hơn về quyết định ngăn nhà đầu tư mua cổ phiếu của @RobinhoodApp trong khi các quỹ phòng hộ lại được tự do giao dịch theo ý muốn. Là thành viên của Ủy ban Dịch vụ Tài chính, tôi ủng hộ tổ chức một buổi điều trần nếu cần thiết.
28 tháng 1 năm 2021
Nhiều chính khách và bình luân viên đã đưa ra các tuyên bố ủng hộ những người tham gia tăng giá các cổ phiếu của GameStop và các công ty khác, trong đó có Nghị sĩ Alexandria Ocasio-Cortez (đảng Dân chủ, bang New York), Thượng nghị sĩ Ted Cruz (đảng Cộng hòa, bang Texas), Nghị sĩ Rashida Tlaib (đảng Dân chủ, bang Michigan), Nghị sĩ Ted Lieu (đảng Dân chủ, bang California), Nghị sĩ Marjorie Taylor Greene (đảng Cộng hòa, bang Georgia), người dẫn chương trình Jake Tapper của CNN, người dẫn chương trình Charles Payne trên Fox Business, các bình luận viên chính trị bảo thủ Rush Limbaugh, Ben Shapiro và Donald Trump Jr.. Một số nhà lập pháp như Ocasio-Cortez, Cruz và Nghị sĩ Ro Khanna (đảng Dân chủ, bang California) cũng bày tỏ sự bức xúc với quyết định đóng giao dịch cá nhân với GameStop và các cổ phiếu khác của các nền tảng như Robinhood.
Thượng nghị sĩ Elizabeth Warren (đảng Dân chủ, bang Massachussets) chỉ trích cả giới bán khống và những người mua cổ phiếu, đồng thời cho rằng cần có thêm các quy định để quản lý các giao dịch. Bà cho rằng các nhà đầu tư lớn và các quỹ phòng hộ lên tiếng phản đối vụ việc đang "coi thị trường chứng khoán như sòng bài của riêng mình và để những người khác phải trả giá". Bà cũng kêu gọi Ủy ban Giao dịch và Chứng khoán Hoa Kỳ cần phải có trách nhiệm hơn, cho rằng họ cần "hành động để đảm bảo thị trường phản ánh giá trị thật, chứ không phải những khoản cược lớn của các nhà đầu tư giàu có hay những người muốn gây thiệt hại cho các nhà đầu tư ấy" và "để có một thị trường chứng khoán tốt thì phải có một người quản lý biết nắm bắt tình hình."
Trong một cuộc phỏng vấn với CNBC, Tổng thư ký Thịnh vượng chung Massachusetts William F. Galvin chỉ trích hành động của các nhà đầu tư dựa trên các suy đoán liều lĩnh và kêu gọi ngừng giao dịch cổ phiếu GME trong 30 ngày. Ông cho rằng "Tôi nghĩ chúng ta đều biết đại dịch đang đẩy thị trường vào tình thế đặc biệt, khi mà nhiều người cứ đâm đầu vào giao dịch trong ngày và không biết rõ được điều mình đang làm... Tôi cho rằng những nhà đầu tư ngắn hạn như vậy, những nhà đầu tư thiếu kinh nghiệm, sẽ phải chịu thiệt hại từ sự việc này." Trong một buổi phỏng vấn khác của CNBC, Kevin O'Leary, một chính trị gia, doanh nhân và nhà đầu tư Shark Tank người Canada, đã phản bác lại ý kiến của Galvin. O'Leary cho rằng "Họ đang học hỏi về rủi ro trên thị trường.... Chúng ta đã quên dạy cho họ điều đó ở trường, vậy thì hãy để họ tự học qua thực tế, thậm chí điều đó còn tốt hơn nhiều." O'Leary nói rằng các quỹ phòng hộ giờ sẽ phải đối mặt với những rủi ro mới mà các "quan sát viên trên mạng xã hội" sẽ nhằm vào họ, khiến họ phải dè chừng trước việc bán khống cổ phiếu. O'Leary nhấn mạnh sự lan rộng của giao dịch GameStop—một phần được hỗ trợ bởi các ứng dụng môi giới miễn phí như Robinhood—đã tạo được sự quan tâm lớn tới việc đầu tư.
Vào ngày 28 tháng 1, Kế toán trưởng Bang New York Thomas DiNapoli cho biết kể từ tháng 3 năm 2020, khi tiểu bang này còn nắm giữ 647.500 cổ phiếu, bang New York đã bán hàng trăm ngàn cổ phiếu và thu lợi từ vụ bán non.

### Các nhân vật của công chúng
Trong một cuộc phỏng vấn với CNBC, đồng sáng lập Reddit Alexis Ohanian so sánh vụ việc này với sự kiện Chiếm lấy Phố Wall, nói rằng "đây là cơ hội để cho những người Mỹ bình dân—những nhà đầu tư nhỏ lẻ—thể hiện sức mạnh và phán kháng lại các quỹ phòng hộ." Nhiều nhà báo cũng so sánh sự việc với các phong trào Chiếm lĩnh khác. Các ý kiến tương tự ủng hộ giới đầu tư nhỏ lẻ cũng được bày tỏ bởi các nhà đầu tư tỷ phú Mark Cuban và Chamath Palihapitiya. Chamath Palihapitiya, người từng từ chối các cơ hội đầu tư trên Robinhood, đưa ra nhận định rằng hai người sáng lập của công ty, Tenev và Bhatt, đã thiếu sự trung thực và kêu gọi người theo dõi "#DeleteRobinhood" (xóa Robinhood). CEO của OpenAI Sam Altman nói rằng công ty nên đổi tên. CEO của SpaceX và Tesla Elon Musk cũng lên tiếng chỉ trích việc bán tháo cổ phiếu và gọi đó là "trò lừa đảo". Một số quỹ phòng hộ lớn trước đó cũng đã bán khống cổ phiếu Tesla và phải nhận khoản lỗ hơn 40 tỷ USD khi giá cổ phiếu này tăng đáng kể.
Một số người nổi tiếng và người có ảnh hưởng cũng lên tiếng chỉ trích Robinhood. Diễn viên và rapper Ja Rule cho rằng hành động của công ty là một "tội ác" và gọi sự việc là một "cuộc nổi dậy". Diễn viên hài và dẫn chương trình truyền hình Jon Stewart sau khi gia nhập Twitter đã bày tỏ ủng hộ các nhà giao dịch Reddit trong dòng tweet đầu tiên của mình. Anh nói rằng "họ đang tham gia vào bữa tiệc mà những ông trùm Phố Wall đã đang tận hưởng nhiều năm trời". YouTuber Philip DeFranco tuyên bố chấm dứt việc hợp tác với Robinhood, nói rằng "Robinhood không bao giờ còn có chỗ trong chương trình của tôi bất kể lời mời gọi nào." Nhà sáng lập Barstool Sports David Portnoy cũng chỉ trích Robinhood vì hành động ngăn cản "tự do giao dịch". Nhìn chung thì Phố Wall được nhận định là đang chịu ảnh hưởng từ sức mạnh dân túy (được tiếp sức nhờ Internet) giống như những lĩnh vực khác, từ ngành công nghiệp giải trí cho đến chính trị, v.v.
Trong cuộc phỏng vấn với CNBC, tỷ phú, nhà đầu tư và quản lý quỹ phòng hộ Leon Cooperman chỉ trích gay gắt hành vi của các thành viên trên Reddit, gọi đây là kết quả từ phản ứng của chính quyền liên bang trước đại dịch và cho rằng mọi thứ sẽ "kết thúc trong nước mắt" với các nhà đầu tư nhỏ lẻ.

### Trả đũa và biểu tình
Nhiều người dùng bức xúc đã cùng nhau đánh giá tiêu cực ứng dụng Robinhood trên Google Play Store sau khi công ty này tạm dừng giao dịch cổ phiếu GameStop, khiến điểm đánh giá của ứng dụng từ bốn xuống còn một sao. Tuy nhiên, Google đã xóa ít nhất 100.000 đánh giá mà theo họ là "mang tính phối hợp và không đúng thực tế". Nhiều người cũng đã tham gia biểu tình bên ngoài trụ sở Robinhood tại Menlo Park, California, trụ sở Ủy ban Giao dịch và Chứng khoán tại Washington, D.C., và Sở giao dịch chứng khoán New York.
Sau vụ tranh cãi Robinhood, Hiệp hội Robin Hood Toàn cầu, một tổ chức tại Anh với tên người dùng Twitter @robinhood nhằm tôn vinh anh hùng Robin Hood, nhận thấy số lượng người theo dõi trên Twitter tăng từ 350 lên hơn 50.000. Điều này được cho là do có sự nhầm lẫn giữa hai tổ chức cùng tên.

### Cáo buộc xung đột lợi ích giữa Robinhood và Citadel

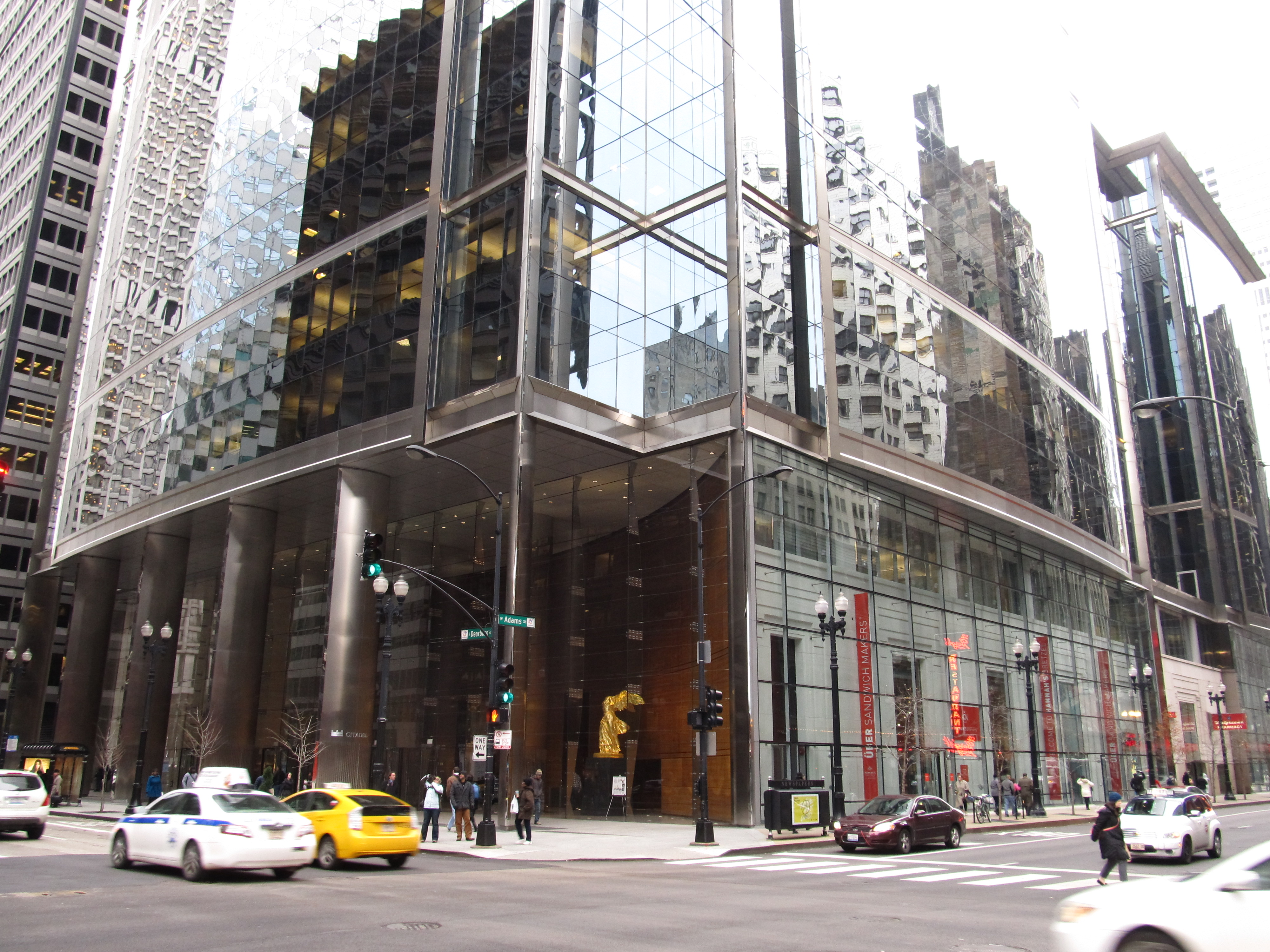
Trụ sở tại Chicago của Citadel. Nhiều người dùng đã cáo buộc có xung đột lợi ích giữa công ty này và Robinhood

Sau quyết định ngừng giao dịch các cổ phiếu bị ảnh hưởng của hãng môi giới Robinhood, nhiều người dùng trên Reddit và các mạng xã hội khác hoài nghi về mối quan hệ của công ty này với Citadel Securities. Bloomberg trước đó cho biết 40% lợi nhuận của Robinhood đến từ việc bán lệnh của khách hàng tới các nhà tạo lập thị trường (hay còn gọi là nhà cung cấp thanh khoản) như Citadel Securities và Two Sigma Securities. The Washington Post cho biết Robinhood chuyến hướng hơn một nửa lệnh của khách hàng sang cho Citadel, đối tác tạo lập thị trường lớn nhất của công ty này theo khối lượng giao dịch. Citadel Securities là công ty chị em của Citadel LLC, đã cùng với Point72 Asset Management đầu tư 2,75 tỷ USD vào Melvin Capital. Khi Robinhood hạn chế giao dịch với cổ phiếu GameStop, khiến đà tăng giá cổ phiếu chậm lại, nhiều người dùng cáo buộc là do chỉ thị từ Citadel Securities. Citadel Securities cho biết họ không chỉ đạo bất cứ nhà môi giới nào ngừng hoặc hạn chế giao dịch, và Robinhood cũng bác bỏ khả năng bị ép buộc bởi Citadel.

### Điều tra
Vào ngày 27 tháng 1 năm 2021, người phát ngôn Nhà Trắng Jen Psaki cho biết Bộ trưởng Ngân khố Janet Yellen và các thành viên khác trong chính quyền Biden đang giám sát tình hình, đồng thời Chủ tịch Hạ viện Nancy Pelosi cho biết Quốc hội cũng sẽ xem xét vụ việc. Tuy nhiên, nhiều hãng tin đã bày tỏ lo ngại về việc xung đột lợi ích với bà Yellen, vì bà từng nhận 810.000 USD từ Citadel sau khi bà kết thúc nhiệm kỳ Chủ tịch Cục Dự trữ Liên bang, cùng với tổng cộng 7 triệu USD từ các công ty khác. Thượng nghị sĩ Sherrod Brown (đảng Dân chủ, bang Ohio) cho biết Ủy ban Ngân hàng của Thượng viện sẽ tổ chức phiên điều trần về tình trạng thị trường chứng khoán và các cáo buộc thao túng thị trường liên quan đến đợt bán non cổ phiếu GameStop. Nghị sĩ Byron Donalds (đảng Cộng hòa, bang Florida) kêu gọi Quốc hội tiến hành "điều tra ngay lập tức đối với Citadel, L.L.C. và Robinhood." Nghị sĩ Maxine Waters (đảng Dân chủ, bang California) cho biết bà sẽ điều hành phiên điều trần tại Ủy ban Dịch vụ Tài chính của Hạ viện.
Tổng chưởng lý bang New York Letitia James xác nhận sẽ xem xét vụ kiện trong một buổi họp báo, cho biết "Chúng tôi đã nắm được những lo ngại về hoạt động của ứng dụng Robinhood, bao gồm các giao dịch liên quan đến cổ phiếu GameStop".
Tổng chưởng lý bang Texas Ken Paxton cho biết ông cũng sẽ điều tra về quyết định hạn chế mua chứng khoán của các sàn môi giới, cho rằng quyết định này "có dấu hiệu sai phạm". Cuộc điều tra được tiến hành đối với 13 công ty, bao gồm Discord, Robinhood, các nền tảng giao dịch Interactive Brokers và TD Ameritrade, cùng với quỹ phòng hộ Citadel Financial.
Vào ngày 29 tháng 1, Ủy ban Giao dịch và Chứng khoán Hoa Kỳ thông báo sẽ xem xét vụ việc nhằm "bảo vệ các nhà đầu tư nhỏ lẻ" khỏi "hoạt động lợi dụng hoặc thao túng giao dịch" và "nhằm xác minh và điều tra các sai phạm có thể đã xảy ra".

### Kiện tụng
Một khách hàng của Robinhood đã nộp đơn kiện tập thể với Robinhood vào ngày 28 tháng 1 January 28 vì ngăn cản giao dịch cổ phiếu GameStop. Đơn kiện được nộp lên Tòa án Quận Nam New York khẳng định Robinhood "cố ý loại bỏ cổ phiếu 'GME' khỏi nền tảng giao dịch khi giá cổ phiếu đang tăng chưa từng có nhằm ngăn cản các nhà đầu tư nhỏ lẻ đầu tư vào thị trường mở"; đơn kiện cũng cáo buộc Robinhood "thao túng thị trường mở". Một số nhà đầu tư khác bắt đầu dùng ứng dụng DoNotPay để tự động tham gia vụ kiện.
Một vụ kiện tập thể thứ hai được đệ lên Tòa án Quận Bắc Illinois, cho rằng quyết định ngừng giao dịch với BlackBerry, Nokia và AMC của công ty là "để bảo vệ những khoản đầu tư của công ty bất chấp thiệt hại của các khách hàng lẻ." Tương tự, một người đàn ông tại Colorado cũng nộp đơn kiện lên tòa án liên bang với Robinhood và cả Citadel, Charles Schwab, Interactive Brokers, Open to the Public Investing, TD Ameritrade, cùng với Webull.

## Các tài sản khác chịu ảnh hưởng

### Cổ phiếu
Đây là một danh sách chưa hoàn tất, và có thể sẽ không bao giờ thỏa mãn yêu cầu hoàn tất. Bạn có thể đóng góp bằng cách mở rộng nó bằng các thông tin đáng tin cậy.
Ngoài GameStop, nhiều cổ phiếu bị bán tháo khác cũng tăng giá:
| Chứng khoán (mã giao dịch)            | Giá cao nhất[a] | 22 thg. 1 | % tđ.    | Tk.     |
| ------------------------------------- | --------------- | --------- | -------- | ------- |
| AMC Networks (AMCX)                   | 59.83           | 49.38     | 21.2%    | [ 37 ]  |
| AMC Theatres (AMC)                    | 20.36           | 3.51      | 480.1%   | [ 147 ] |
| American Airlines Group Inc. (AAL)    | 21.77           | 15.82     | 37.6%    | [ 148 ] |
| BB Liquidating Inc. (OTC Pink: BLIAQ) | 0.24            | 0.10      | 140.0%   | [ 149 ] |
| Bed Bath & Beyond (BBBY)              | 53.90           | 30.21     | 78.4%    | [ 150 ] |
| BlackBerry Limited (BB)               | 28.77           | 14.04     | 104.9%   | [ 151 ] |
| Build-A-Bear Workshop, Inc. (BBW)     | 8.40            | 4.52      | 85.8%    | [ 152 ] |
| Eastman Kodak Company (KODK)          | 15.15           | 9.46      | 60.1%    | [ 153 ] |
| Express, Inc. (EXPR)                  | 13.97           | 1.79      | 680.4%   | [ 151 ] |
| Fossil Group, Inc. (FOSL)             | 28.60           | 9.87      | 189.8%   | [ 154 ] |
| Genius Brands (GNUS)                  | 3.36            | 1.57      | 114.0%   | [ 153 ] |
| iRobot Corporation (IRBT)             | 197.40          | 98.94     | 99.5%    | [ 155 ] |
| Koss Corporation (KOSS)               | 127.45          | 3.34      | 3,715.9% | [ 156 ] |
| The Macerich Company (MAC)            | 25.99           | 14.58     | 78.3%    | [ 157 ] |
| Naked Brand Group (NAKD)              | 3.40            | 0.44      | 672.7%   | [ 158 ] |
| National Beverage Corp. (FIZZ)        | 196.43          | 98.44     | 99.5%    | [ 159 ] |
| Nokia Oyj (NOK)                       | 9.79            | 4.20      | 133.1%   | [ 160 ] |
| Palantir Technologies (PLTR)          | 45.00           | 32.58     | 38.1%    | [ 153 ] |
| Siebert Financial (SIEB)              | 18.50           | 3.70      | 400%     | [ 161 ] |
| Tootsie Roll Industries (TR)          | 58.98           | 30.14     | 95.7%    | [ 162 ] |
| Virgin Galactic Holdings (SPCE)       | 59.43           | 34.28     | 73.4%    | [ 155 ] |

a  Giá có thể thay đổi trong giao dịch ngoài giờ.
GME Resources, một công ty khác ở Úc, chứng kiến giá cổ phiếu của họ tăng hơn 50% trong phiên giao dịch trong ngày, đóng cửa ở mức tăng 13,3% vào ngày 28 tháng 1. Điều này được cho là một trò đùa hoặc nhầm lẫn do hai công ty có mã giao dịch giống nhau nhưng trên hai sàn giao dịch khác nhau.
Các nhà đầu tư nghiệp dư tại Malaysia nhân sự kiện bán non GameStop cũng đã thực hiện điều tương tự với cổ phiếu của các công ty sản xuất găng tay cao su trên sàn giao dịch Bursa Malaysia, nhằm phản ứng trước việc các nhà đầu tư lớn định giá thấp các công ty thuộc lĩnh vực này sau khi quy định cấm bán khống được dỡ bỏ tại quốc gia này từ đầu năm. Top Glove, Hartalega và Supermax lần lượt ghi nhận mức tăng cao nhất là 15%, 10% và 9,2% trong phiên giao dịch ngày 29 tháng 1, trước khi đóng cửa với các mức tăng lần lượt là 8,5%, 5,4% và 3,7%. Phong trào này được cho là bắt nguồn từ r/bursabets, phiên bản Malaysia của r/wallstreetbets đặt tên theo sàn giao dịch chứng khoán Malaysia.

### Tiền ảo
Phản ứng trước việc ngừng giao dịch các cổ phiếu của các sàn môi giới, tổng giá trị vốn hóa thị trường của các đồng tiền ảo đã tăng lên hơn 1 nghìn tỷ USD, giá trị đồng Dogecoin tăng vọt 500%. Ngoài ra, giá Bitcoin, đồng tiền ảo lớn nhất thế giới, tăng mạnh lên hơn 37.000 USD sau lời kêu gọi của Elon Musk trên Twitter, một phần cũng có liên quan tới vụ tăng giá cổ phiếu GameStop. Robinhood tiếp tục gây tranh cãi khi cấm giao dịch đối với đồng Dogecoin. Dịch vụ giao dịch tiền ảo Coinbase cũng gặp phải nhiều vấn đề kết nối.

### Kim loại quý
Sau thị trường chứng khoán, các hợp đồng tương lai mua bán bạc cũng tăng nhanh chóng. Vào các ngày 28 và 29 tháng 1, giá bạc tăng 10% sau khi nhiều thông điệp trên subreddit kêu gọi các nhà đầu tư nhỏ lẻ nâng giá các mặt hàng kim loại quý. Đợt tăng giá cũng ảnh hưởng đến giá vàng và đồng trên Sàn giao dịch Kim loại Luân Đôn.